# アルバート・ピンカム・ライダー
アルバート・ピンカム・ライダー（Albert Pinkham Ryder、1847年3月19日 - 1917年3月28日）はアメリカ合衆国の画家である。寓意的で象徴的な絵画を描いたことで知られる。

## 略歴
マサチューセッツ州の海岸の街、ニューベッドフォードで生まれた。1867年に家族でニューヨークに移り、そこでは兄がレストランを経営し成功していた。1870年から1875年まで、ニューヨークのナショナル・アカデミー・オブ・デザインで美術を学び、ジュリアン・オールデン・ウィアーと知り合い、生涯を通じての友人となった。1878年にオーガスタス・セント＝ゴーデンスやロバート・スウェイン・ギフォードらとともに新たに設立されたアメリカ芸術家協会(Society of American Artists)に参加した。この組織は伝統的なアメリカの美術界に反対して作られたものである。1878年からの10年ほどは家畜や木々、建物を色彩豊かに描いた風景画を描いた。
1887年の後、歴史的、宗教的、文学的な題材、たとえばシェークスピア、バイロン、エドガー・アラン・ポーやワーグナーの楽劇からインスピレーションを得た象徴的な作品を描くようになった。曇り空の中の弱い太陽の光や月に照らされる風景が描かれた。遅乾性の絵の具の層の上に速乾性の絵の具を塗って、不安定な状態を作ることなどをした。多くの作品は製作後、何年かたつと乾燥が進み変化してしまうことになった。
1900年以降は父親が死んだこともあって、ますます非社交的になり、自らや自分のまわりのことに無関心になっていった。作品の質や創造性は減退した。同時に、初期の作品によって芸術家としての評価が上がり、有名なコレクターはライダーの作品を購入し、1913年の国際展覧会のアーモリーショーを含む、多くの展覧会に招待されたがライダーの意欲は失われていた。1915年から病気がちとなり1917年、世話をしていたオールデン・ウィアーの家で没した。
アメリカのモダンアートの先駆ともされ、ジャクソン・ポロックやマースデン・ハートレーといった芸術家に影響を与えたとされる。
作品はブルックリン美術館やメトロポリタン美術館に収蔵されている。

## 作品

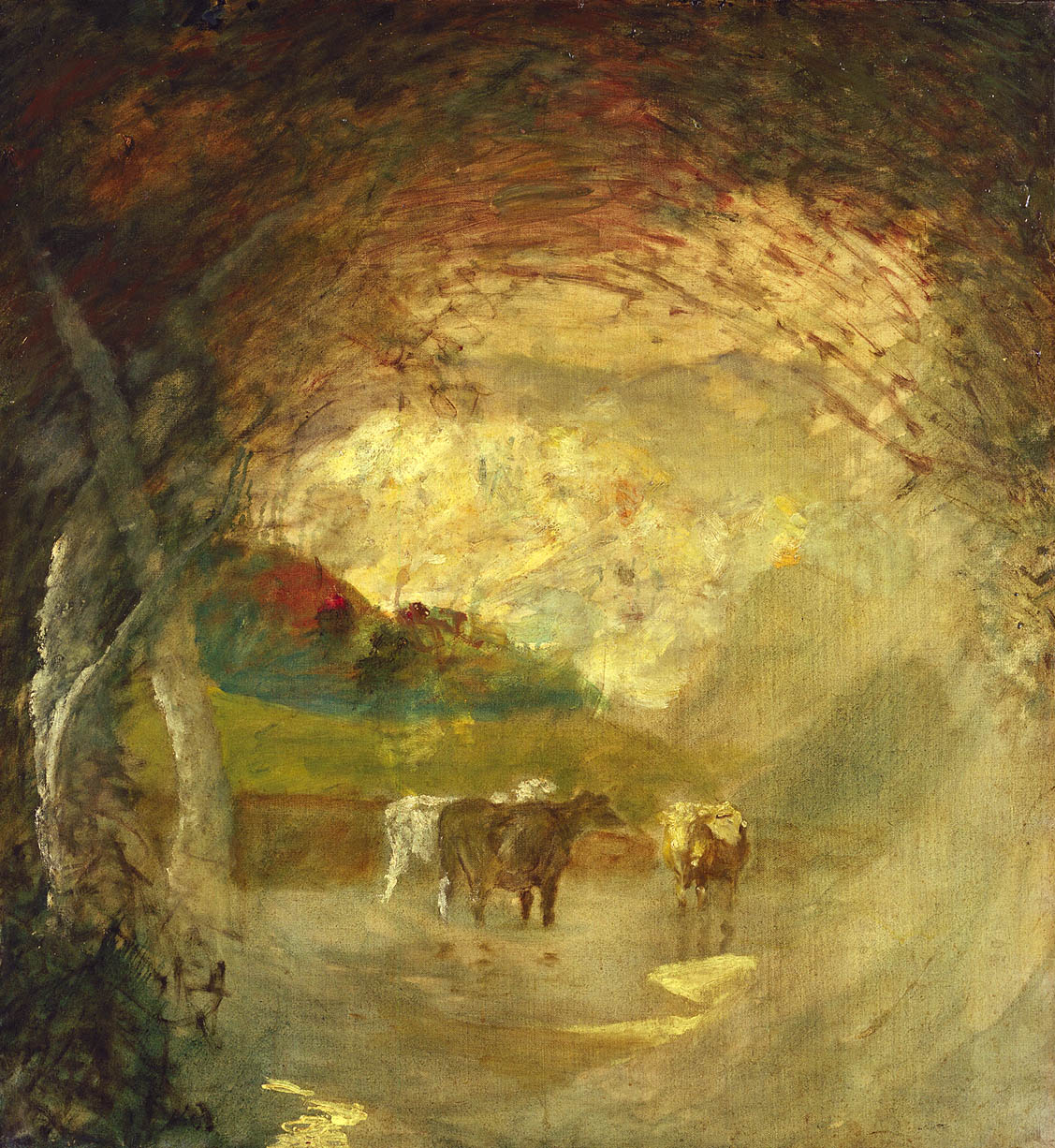
「木のある風景」
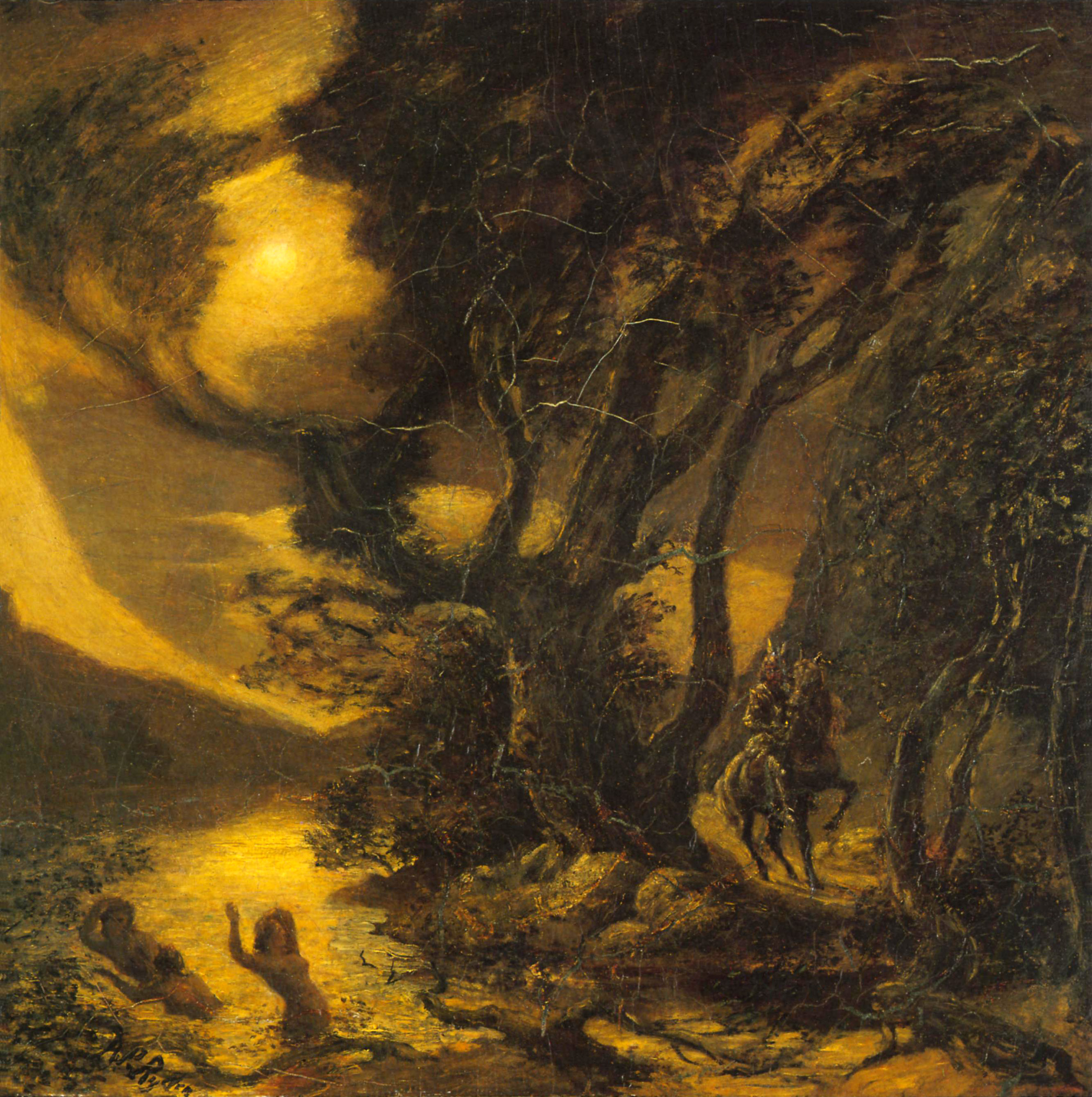
「ジークフリートとラインの乙女」
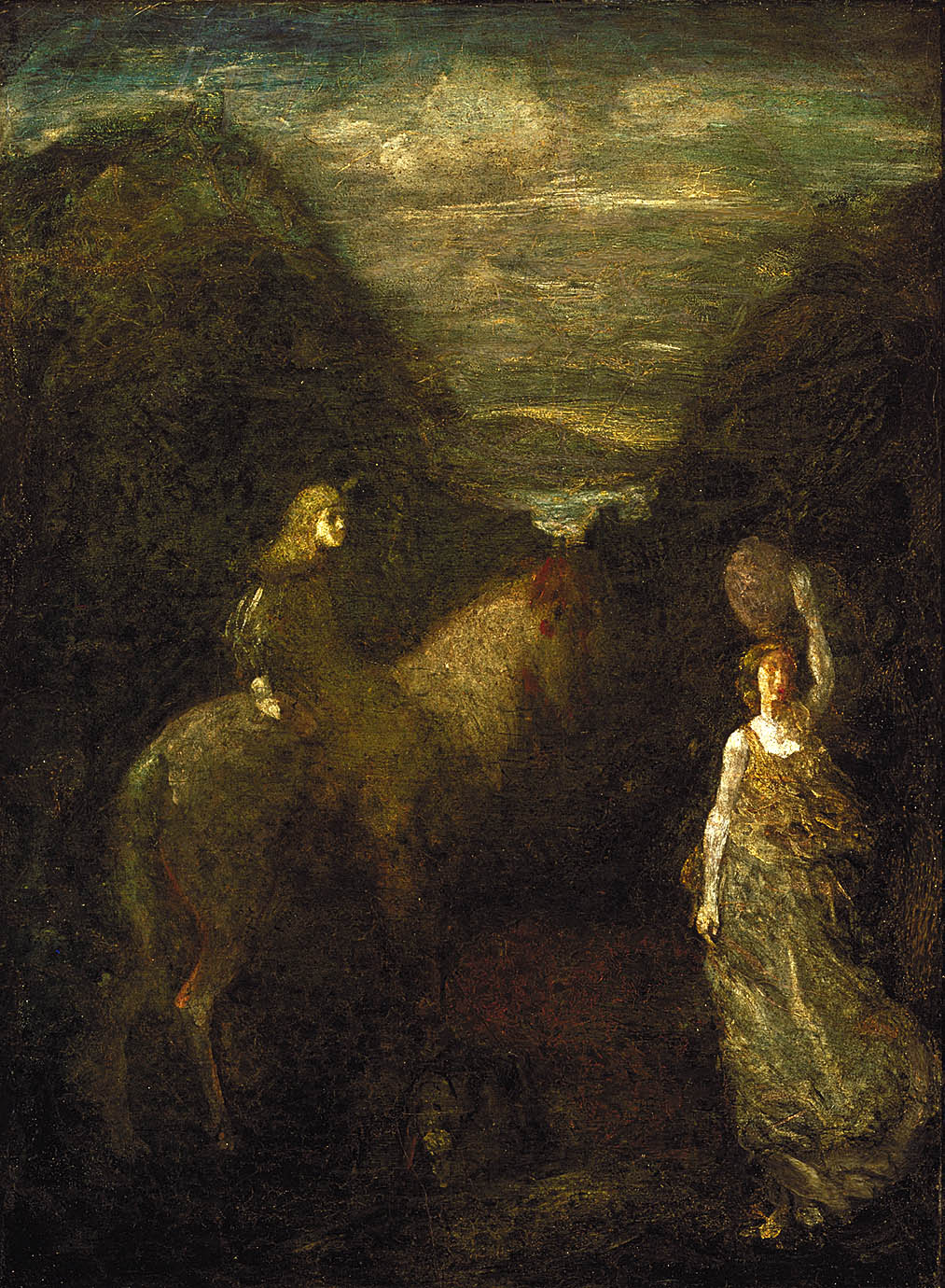
「コフェチュア王と乞食娘」
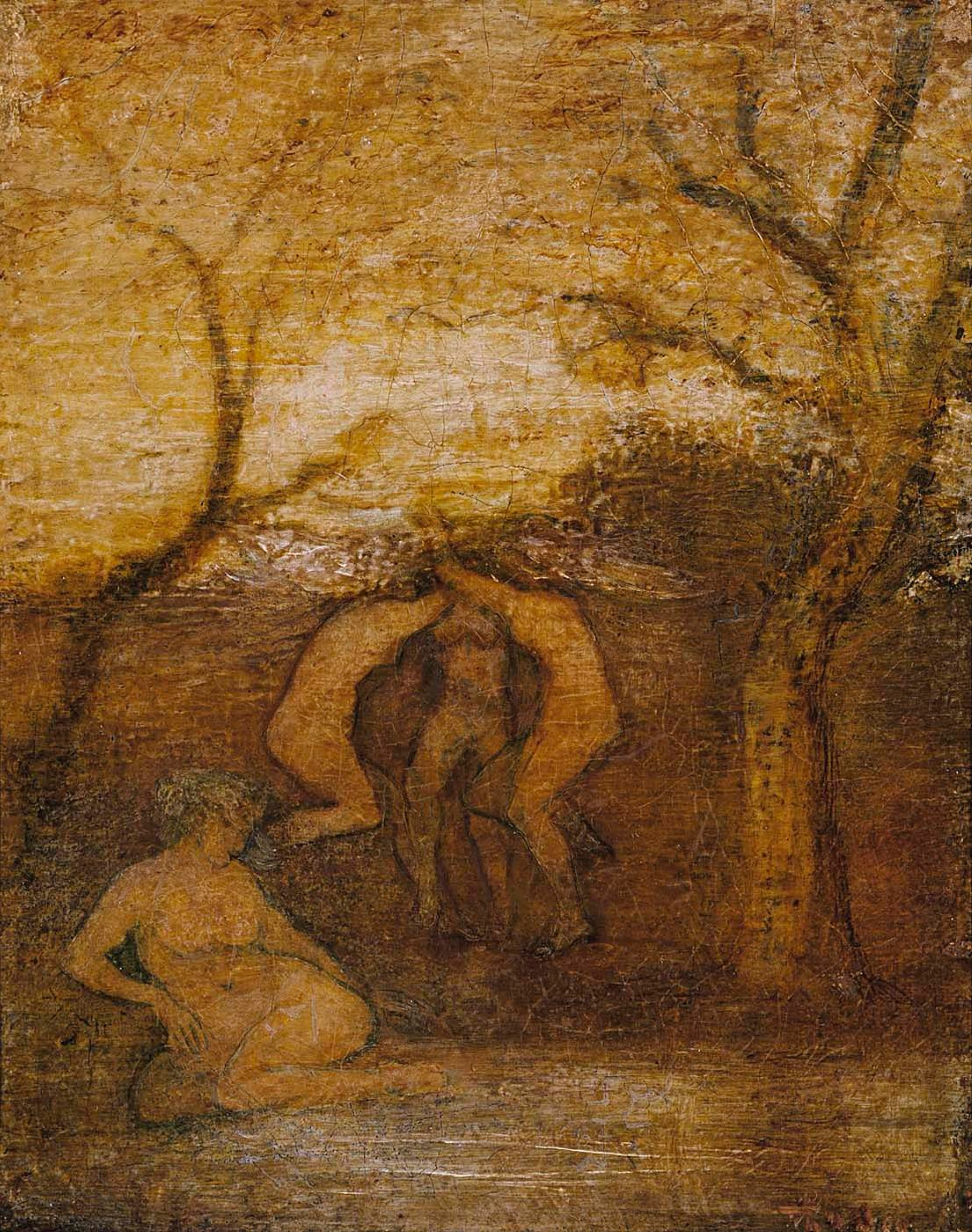
「踊るドリュアス」
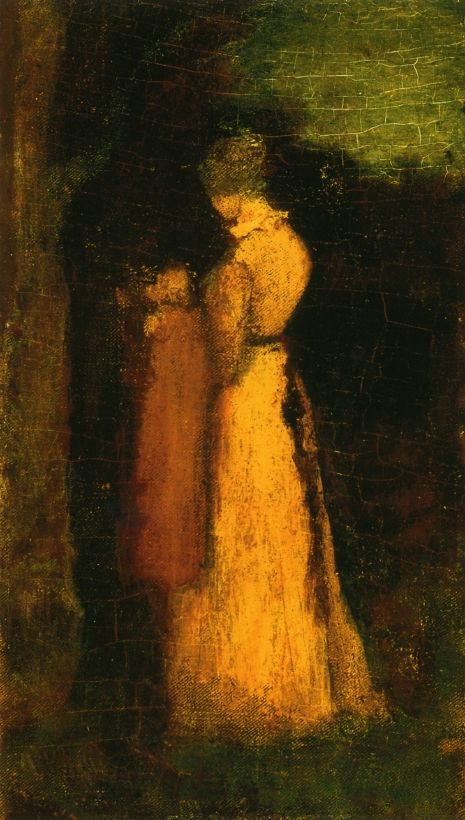
「母と子」
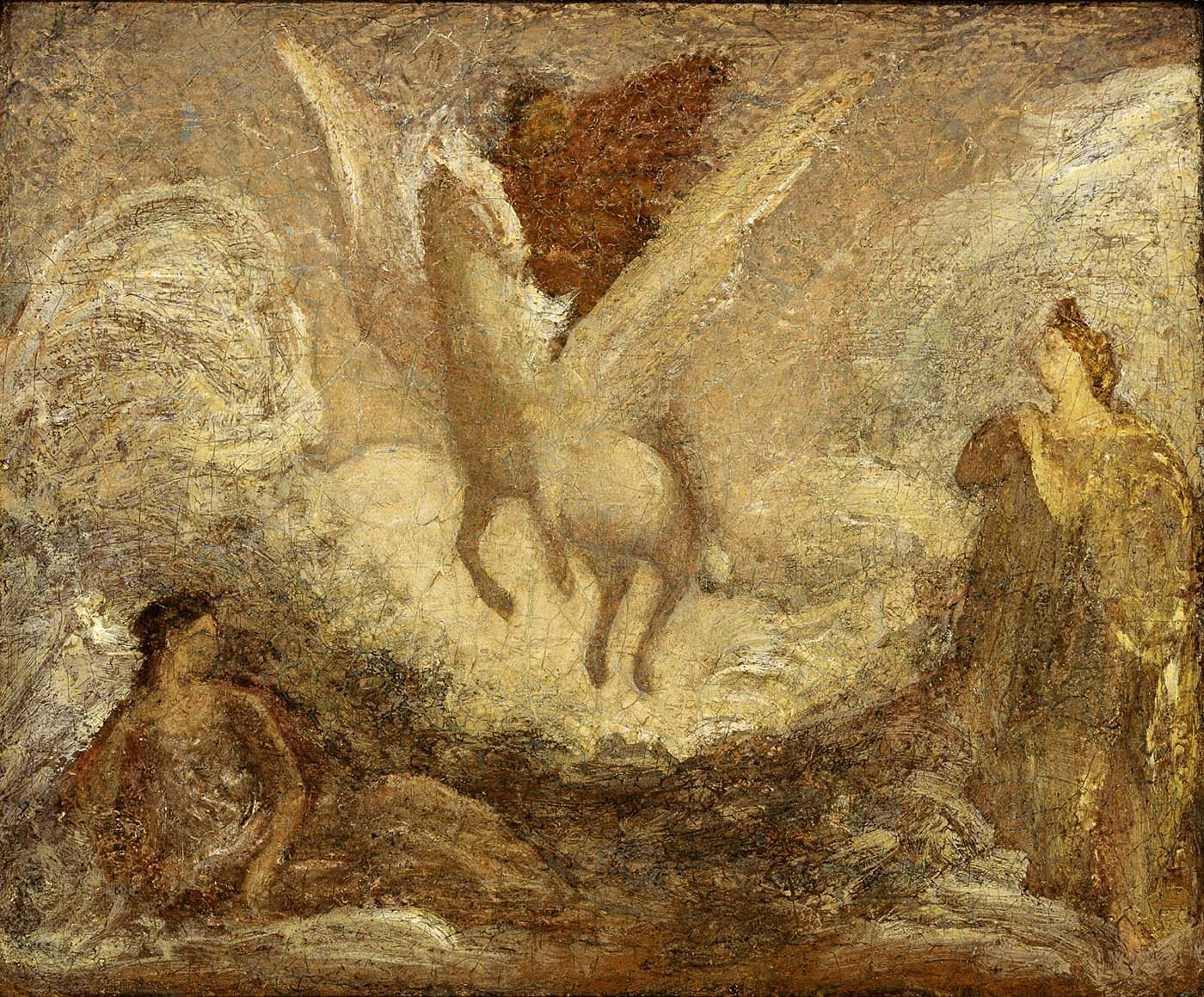
「ペガサスの出発」
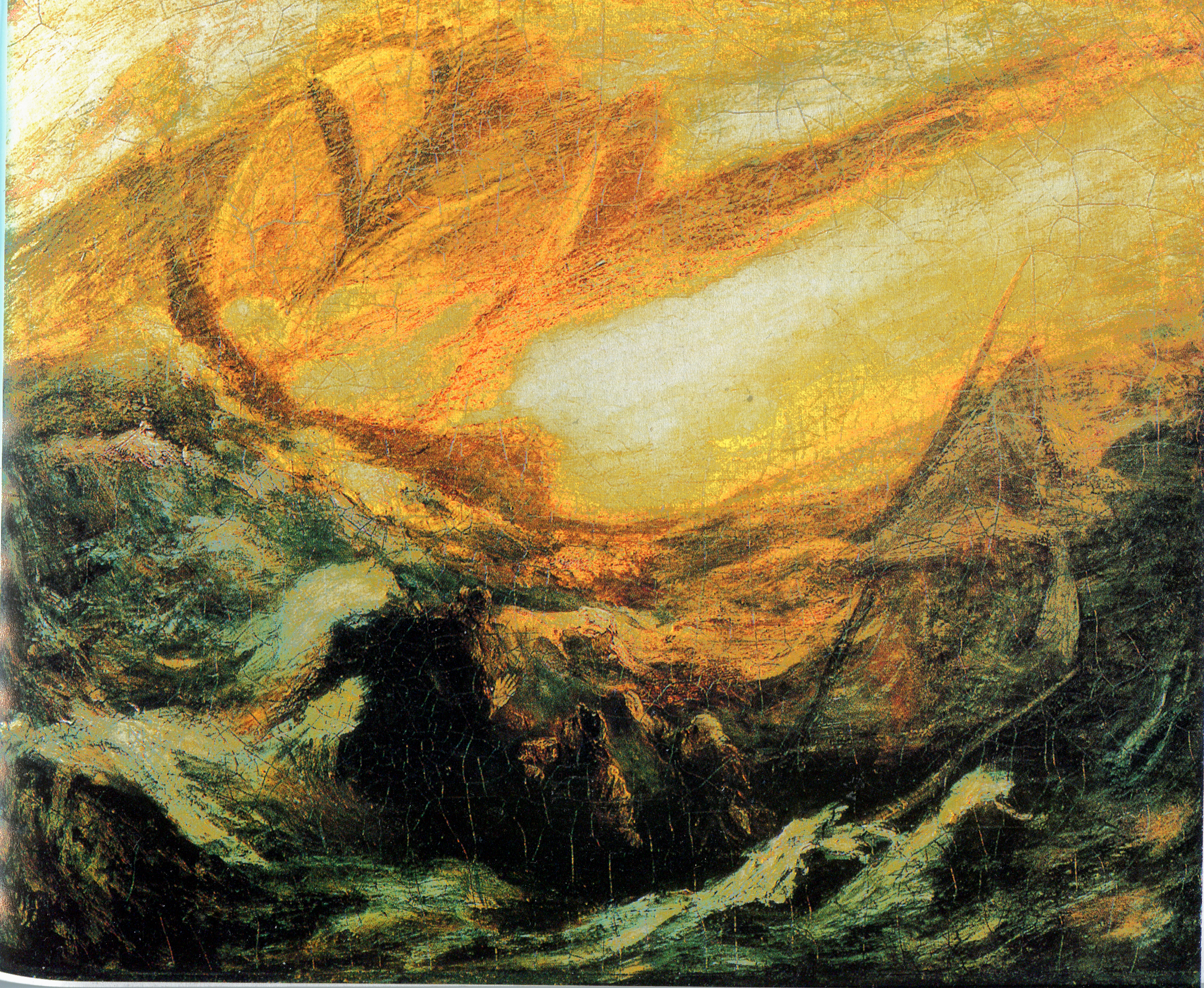
「フライング・ダッチマン」
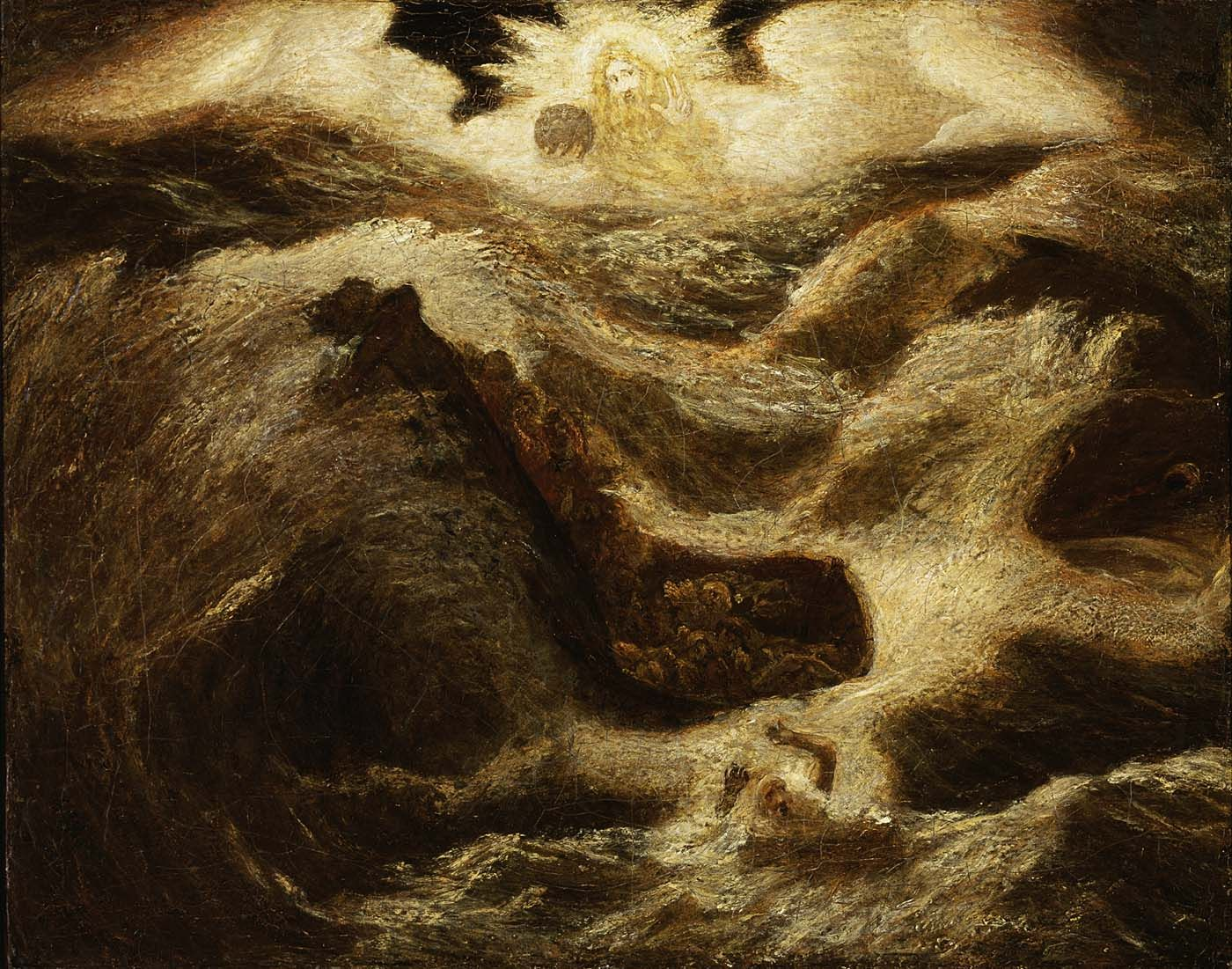
Jonah
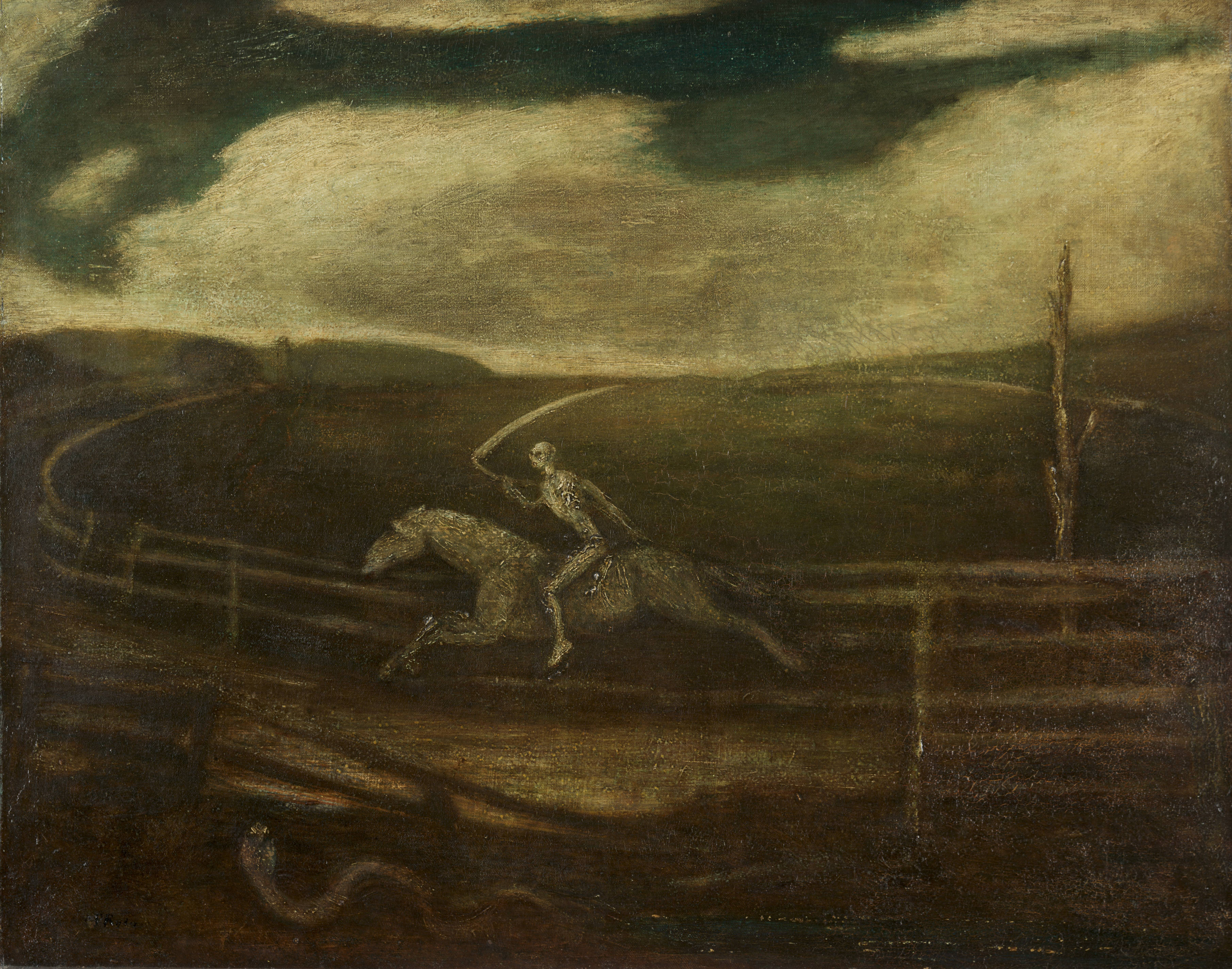
「競馬場 (Death on a Pale Horse)」
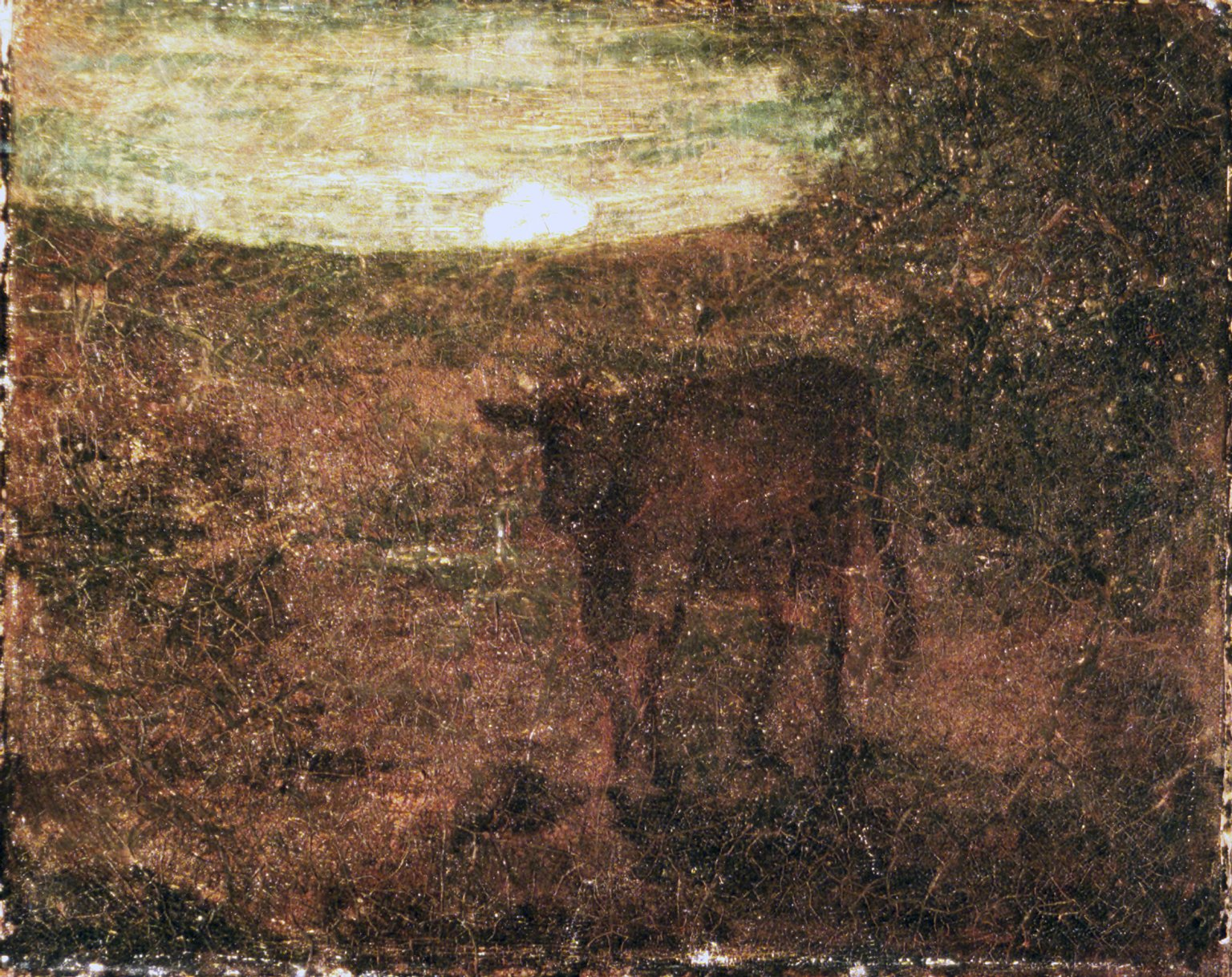
Moonrise